# نیروی چندملیتی عراق
نیروی چندملیتی عراق (انگلیسی: Multi-National Force – Iraq) یگان فرماندهی نیروی زمینی ایالات متحده آمریکا در خلال تهاجم به عراق در سال ۲۰۰۳ و جنگ عراق بود، که در سال ۲۰۰۴ تأسیس شد و در سال ۲۰۰۹ منحل گردید.
این نیرو اغلب به عنوان نیروهای ائتلاف شناخته می‌شود، یک فرماندهی نظامی به رهبری ایالات متحده در طول جنگ عراق از سال ۲۰۰۴ تا ۲۰۰۹ بود.
اکثریت قریب به اتفاق نیروی چندملیتی عراق از نیروهای مسلح ایالات متحده تشکیل شده بود. با این حال، این نیرو بر نیروهای بریتانیایی، استرالیایی، لهستانی، اسپانیایی و سایر کشورها نیز نظارت داشت. این نیرو در ۱۵ مه ۲۰۰۴ جایگزین نیروی قبلی، نیروی ویژه مشترک ترکیبی ۷، شد. این نیرو در طول افزایش نیروهای جنگ عراق در سال ۲۰۰۷ به‌طور قابل توجهی تقویت شد و در ۱ ژانویه ۲۰۱۰ به جانشین خود، نیروهای ایالات متحده - عراق، سازماندهی مجدد شد.
هیئت کمک‌رسانی سازمان ملل متحد برای عراق، که کارهای بشردوستانه انجام می‌دهد و تعدادی نگهبان و ناظر نظامی دارد، از سال ۲۰۰۳ نیز در عراق فعالیت داشته است. هیئت کمک‌رسانی سازمان ملل در عراق بخشی از نیروی چندملیتی عراق نبود، بلکه یک نهاد جداگانه بود. مأموریت آموزشی ناتو - عراق، از سال ۲۰۰۴ تا دسامبر ۲۰۱۱ در عراق بود و در آنجا ارتش و پلیس عراق را آموزش می‌داد.